# Bayerdilling
Bayerdilling ist ein Gemeindeteil der Stadt Rain  im Landkreis Donau-Ries (Regierungsbezirk Schwaben, Bayern) und eine Gemarkung.

## Geographie
Das Pfarrdorf Bayerdilling liegt an den Kreisstraßen DON 30 von Rain nach Wallerdorf und DON 33 von Holzheim nach Gempfing im Tal der Kleinen Paar. Die Ortsmitte liegt auf 410 m über NHN, der Kirchberg hat 433 m über NHN.

## Wirtschaft
Einst landwirtschaftlich geprägt mit nahezu 80 Hofstellen und dem dörflichen Handwerk, werden heute nur noch rund 10 Höfe im Vollerwerb betrieben. Es sind mehrere Gewerbebetriebe mit bis zu 15 Mitarbeitern entstanden. Die Mehrzahl der Berufstätigen pendelt jedoch nach auswärts zum Arbeitsplatz, insbesondere nach Rain.

## Geschichte
Bayerdilling ist ein echter -ing-Ort und wurde im frühen 6. Jahrhundert besiedelt. In der Gemarkung gibt es jedoch auch Bodenfunde aus früheren Epochen. Erstmals urkundlich erwähnt ist ein Fridericus de Tylingen 1147 in einer Urkunde des Klosters Indersdorf. Erst 67 Jahre später, 1214, ist der Ort zum zweiten Mal erwähnt – als Sitz eines Wittelsbachischen Kastenamtes das Verwaltungszentrum für die Umgebung. Nach der Gründung der Stadt Rain um 1250 wurde das Amt spätestens 1280 dorthin verlegt und Bayerdilling verlor seine zentrale Funktion. Von 1257 bis zur Säkularisation 1803 war das Kloster Niederschönenfeld Grundherr im Ort und unterhielt hier zeitweise ein Dorfgericht. Bereits Kaiser Ludwig der Bayer hatte dem Kloster 1322 die Niedergerichtsbarkeit verliehen; für den 7. Mai 1334 ist seine Anwesenheit im Pfarrhof verbrieft. In der Landgerichtsbeschreibung von 1470 wurde der Ort als Hofmark beschrieben und die Rechte des Klosters festgehalten.
Große Zerstörungen verzeichnen die Chronisten vom Dreißigjährigen Krieg vor allem in den Jahren 1632/33 und 1646–1648, vom Spanischen Erbfolgekrieg (Sommer 1704, auch die Kirchenbücher gingen damals verloren) und am 26. April 1945 (15 Gebäude) in den letzten Tagen des Zweiten Weltkrieges. Seit 1665 gab es eine Schule, 1838 wurde das Gebäude erneuert und 1889 erweitert. 1973 wurde die Schule geschlossen, die Kinder besuchen seither Grund-, Haupt- (jetzt Mittel-) und Realschule in Rain. Im Schulgebäude ist seit 1975 der Kindergarten untergebracht.
Bis 1. Juli 1972 gehörte die selbstständige Gemeinde Bayerdilling zum Landkreis Neuburg an der Donau, bevor sie im Zuge der Gebietsreform in Bayern zum Landkreis Nördlingen-Donauwörth kam, der zum 1. Mai 1973 in Landkreis Donau-Ries umbenannt wurde. Am 1. Januar 1975 wurde Bayerdilling in die Stadt Rain eingegliedert. Der Ort ist von 1990 bis 2009 von 650 auf 715 Einwohnern angewachsen.

## Pfarrei

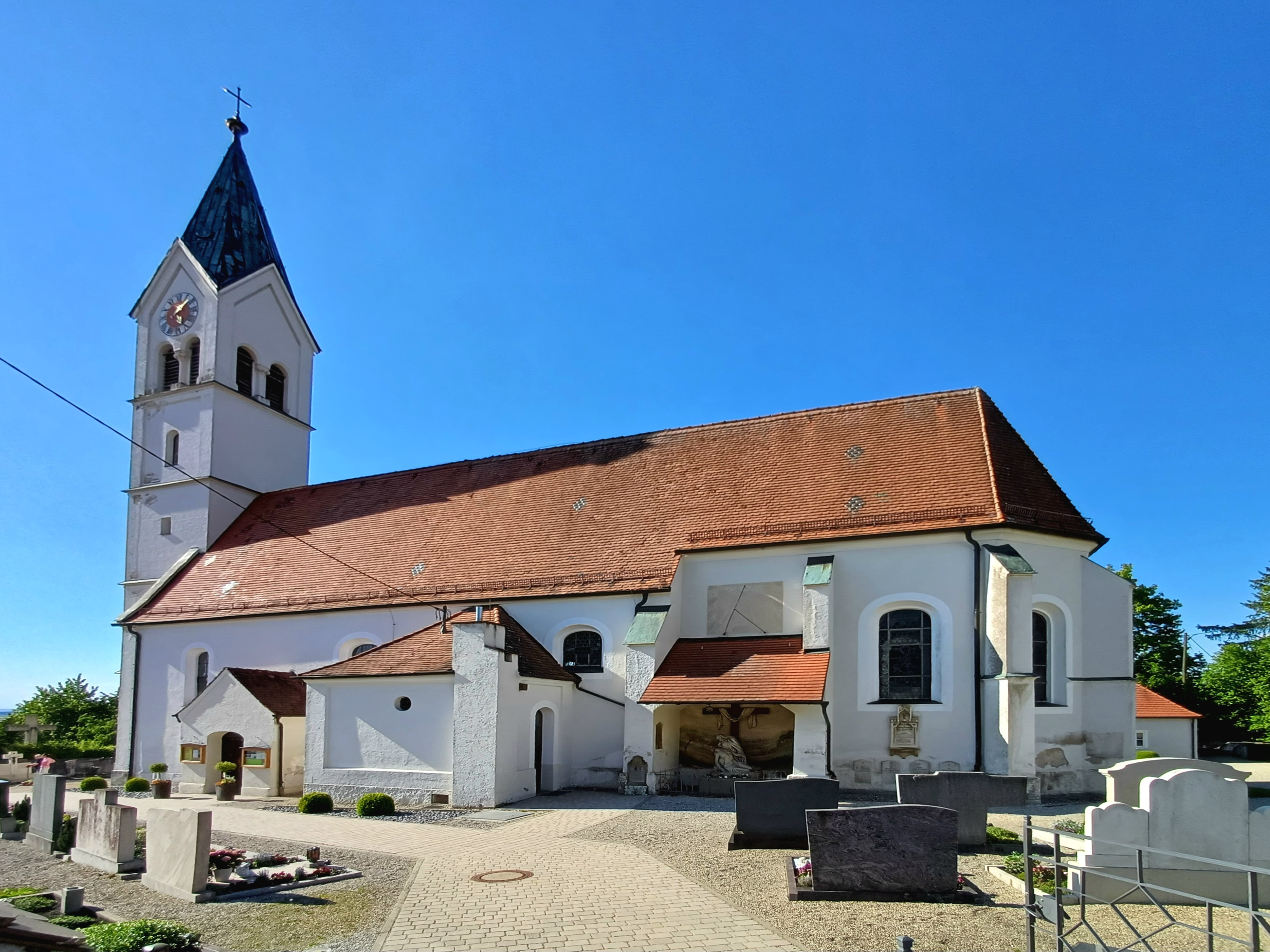
St. Michael

Bayerdilling ist stets schon selbstständige katholische Pfarrei und hat eine dem Erzengel Michael geweihte Kirche. Der Chor ist noch spätgotisch, das Kirchenschiff wurde nach der Zerstörung von 1704 im Jahr 1747 wiederhergestellt, der weithin sichtbare Turm wurde 1874 erneuert. Zur Pfarrei gehört schon immer die Filiale Wächtering. Die Pfarreiengemeinschaft Bayerdilling umfasst seit 1. Oktober 2010 außerdem die Pfarrei St. Veit Vitus Gempfing mit der Kuratie St. Peter und Paul Etting sowie den Filialen St. Ulrich Sallach und St. Helena Kunding, die Pfarrei St. Peter und Paul Münster mit der Kuratie Mariä Himmelfahrt Oberpeiching sowie die Pfarrei Mariä Himmelfahrt Holzheim mit Filialkirchen in Bergendorf, Pessenburgheim und Stadel und der Kuratie St. Nikolaus Wallerdorf.

## Berühmte Personen aus Bayerdilling
Anna Maria Eisenberger verw. Wannfried (geb. Brandmaier) (* 29. Mai 1875 in Bayerdilling; † 3. Februar 1944 in München) war die Geliebte des bayerischen Zeichners, Malers und Bildhauers Franz von Stuck. Sie war die Mutter von Stucks einziger Tochter Franziska Anna Marie-Louise Brandmaier, genannt Mary (1896–1961). Diese wurde 1904 mit Billigung des Prinzregenten von ihrem Vater und dessen Ehefrau Anna Maria adoptiert und verehelichte sich 1917 mit dem 31-jährigen Konsul und Bauunternehmer Albert Heilmann.
Aus der ersten Ehe von Anna Maria Eisenberger mit Simon Wannfried (1845–1898) ging der Sohn Friedrich Georg Wannfried (1897–1960) hervor. 1918 heiratete sie in zweiter Ehe den Bankbeamten Friedrich Maximilian Eisenberger, mit dem sie bereits zwei Söhne hatte: den späteren Wirtschaftsjuristen Carl Friedrich Eisenberger (1901–1993) und den späteren Brauereidirektor der Hackerbrauerei Clemens Max Eisenberger (1902–1962).